# ISO 3166-2:TV
ISO 3166-2:TV is een ISO-standaard met betrekking tot de zogenaamde geocodes. Het is een subset van de ISO 3166-2 tabel, die specifiek betrekking heeft op Tuvalu. 
De gegevens werden tot op 15 november 2016 geüpdatet op het ISO Online Browsing Platform (OBP). Hier worden 7 eilandgemeenten - island council (en) / conseil insulaire (fr) – en 1 stadsgemeente - town council (en) / conseil urbain (fr) - gedefinieerd.
Volgens de eerste set, ISO 3166-1, staat TV voor Tuvalu, het tweede gedeelte is een drieletterige code.

## Codes
| Code   | Naam       | Categorie      |
| ------ | ---------- | -------------- |
| TV-FUN | Funafuti   | stadsgemeente  |
| TV-NMG | Nanumanga  | eilandgemeente |
| TV-NMA | Nanumea    | eilandgemeente |
| TV-NIT | Niutao     | eilandgemeente |
| TV-NUI | Nui        | eilandgemeente |
| TV-NKF | Nukufetau  | eilandgemeente |
| TV-NKL | Nukulaelae | eilandgemeente |
| TV-VAI | Vaitupu    | eilandgemeente |